# ISO 3166-2:CZ
ISO 3166-2:CZ és el subconjunt per a la República Txeca de l'estàndard ISO 3166-2, publicat per l'Organització Internacional per Estandardització (ISO) que defineix els codis de les principals subdivisions administratives.
Actualment per a la República Txeca l'estàndard ISO 3166-2 està format per dos nivells de subdivisions:
- 14 regions
- 91 districtes (incloent-hi els 15 districtes de Praga)

Cada codi es compon de dues parts, separades per un guió. La primera part és CZ, el codi ISO 3166-1 alfa-2 per a la República Txeca. La segona part pot ser:
- Dues lletres: regions
- Tres caràcters (dos dígits més un altre dígit o una lletra): districtes

Pels districtes, els primers dos dígits indiquen la regió on el districte és a dins (basat en la codificació NUTS original de la regió):
- 10: Regió de Praga
- 20: Regió de la Bohèmia Central
- 31: Regió de la Bohèmia Meridional
- 32: Regió de Plzeň
- 41: Regió de Karlovy Vary
- 42: Regió d'Ústí nad Labem
- 51: Regió de Liberec
- 52: Regió de Hradec Králové
- 53: Regió de Pardubice
- 61: Regió de Vysočina
- 62: Regió de la Moràvia Meridional
- 71: Regió d'Olomouc
- 72: Regió de Zlín
- 80: Regió de Moràvia i Silèsia

## Codis actuals
Els noms de les subdivisions estan llistades segons l'ISO 3166-2 publicat per la "ISO 3166 Maintenance Agency" (ISO 3166/MA).
Els noms de les subdivisions són ordenats segons l'ordre de l'ortografia txeca: un (á), b, c, č, d (ď), e (é) (ě), f, g, h, ch, i (í), j, k, l, m, n (ň), o (ó), p, q, r, ř, s, š, t (ť), u (ú) (ů), v, w, x, y (ý), z, ž.

### Regions
| Codi  | Nom de la subdivisió (cs) | Nom de la subdivisió (ca) |
| ----- | ------------------------- | ------------------------- |
| CZ-JC | Jihočeský kraj            | Bohèmia Meridional        |
| CZ-JM | Jihomoravský kraj         | Moràvia Meridional        |
| CZ-KA | Karlovarský kraj          | Karlovy Vary              |
| CZ-KR | Královéhradecký kraj      | Hradec Králové            |
| CZ-LI | Liberecký kraj            | Liberec                   |
| CZ-MO | Moravskoslezský kraj      | Moràvia i Silèsia         |
| CZ-OL | Olomoucký kraj            | Olomouc                   |
| CZ-PA | Pardubický kraj           | Pardubice                 |
| CZ-PL | Plzeňský kraj             | Plzeň                     |
| CZ-PR | Praha, hlavní město       | Praga                     |
| CZ-ST | Středočeský kraj          | Bohèmia Central           |
| CZ-US | Ústecký kraj              | Ústí nad Labem            |
| CZ-VY | Vysočina                  | Vysočina                  |
| CZ-ZL | Zlínský kraj              | Zlín                      |

1. ↑  Nom en català no inclòs a l'estàndard ISO 3166-2.

### Districtes
| Codi   | Nom de la subdivisió | Dins de la regió |
| ------ | -------------------- | ---------------- |
| CZ-201 | Benešov              | ST               |
| CZ-202 | Beroun               | ST               |
| CZ-621 | Blansko              | JM               |
| CZ-622 | Brno-město           | JM               |
| CZ-623 | Brno-venkov          | JM               |
| CZ-801 | Bruntál              | MO               |
| CZ-624 | Břeclav              | JM               |
| CZ-511 | Česká Lípa           | LI               |
| CZ-311 | České Budějovice     | JC               |
| CZ-312 | Český Krumlov        | JC               |
| CZ-421 | Děčín                | US               |
| CZ-321 | Domažlice            | PL               |
| CZ-802 | Frýdek-Místek        | MO               |
| CZ-611 | Havlíčkův Brod       | VY               |
| CZ-625 | Hodonín              | JM               |
| CZ-521 | Hradec Králové       | KR               |
| CZ-411 | Cheb                 | KA               |
| CZ-422 | Chomutov             | US               |
| CZ-531 | Chrudim              | PA               |
| CZ-512 | Jablonec nad Nisou   | LI               |
| CZ-711 | Jeseník              | OL               |
| CZ-522 | Jičín                | KR               |
| CZ-612 | Jihlava              | VY               |
| CZ-313 | Jindřichův Hradec    | JC               |
| CZ-412 | Karlovy Vary         | KA               |
| CZ-803 | Karviná              | MO               |
| CZ-203 | Kladno               | ST               |
| CZ-322 | Klarovy              | PL               |
| CZ-204 | Kolín                | ST               |
| CZ-721 | Kroměříž             | ZL               |
| CZ-205 | Kutná Hora           | ST               |
| CZ-513 | Liberec              | LI               |
| CZ-423 | Litoměřice           | US               |
| CZ-424 | Louny                | US               |
| CZ-206 | Mělník               | ST               |
| CZ-207 | Mladá Boleslav       | ST               |
| CZ-425 | Most                 | US               |
| CZ-523 | Náchod               | KR               |
| CZ-804 | Nový Jičín           | MO               |
| CZ-208 | Nymburk              | ST               |
| CZ-712 | Olomouc              | OL               |
| CZ-805 | Opava                | MO               |
| CZ-806 | Ostrava-město        | MO               |
| CZ-532 | Pardubice            | PA               |
| CZ-613 | Pelhřimov            | VY               |
| CZ-314 | Písek                | JC               |
| CZ-324 | Plzeň-jih            | PL               |
| CZ-323 | Plzeň-město          | PL               |
| CZ-325 | Plzeň-sever          | PL               |
| CZ-101 | Praha 1              | PR               |
| CZ-102 | Praha 2              | PR               |
| CZ-103 | Praha 3              | PR               |
| CZ-104 | Praha 4              | PR               |
| CZ-105 | Praha 5              | PR               |
| CZ-106 | Praha 6              | PR               |
| CZ-107 | Praha 7              | PR               |
| CZ-108 | Praha 8              | PR               |
| CZ-109 | Praha 9              | PR               |
| CZ-10A | Praha 10             | PR               |
| CZ-10B | Praha 11             | PR               |
| CZ-10C | Praha 12             | PR               |
| CZ-10D | Praha 13             | PR               |
| CZ-10E | Praha 14             | PR               |
| CZ-10F | Praha 15             | PR               |
| CZ-209 | Praha-východ         | ST               |
| CZ-20A | Praha-západ          | ST               |
| CZ-315 | Prachatice           | JC               |
| CZ-713 | Prostějov            | OL               |
| CZ-714 | Přerov               | OL               |
| CZ-20B | Příbram              | ST               |
| CZ-20C | Rakovník             | ST               |
| CZ-326 | Rokycany             | PL               |
| CZ-524 | Rychnov nad Kněžnou  | KR               |
| CZ-514 | Semily               | LI               |
| CZ-413 | Sokolov              | KA               |
| CZ-316 | Strakonice           | JC               |
| CZ-533 | Svitavy              | PA               |
| CZ-715 | Šumperk              | OL               |
| CZ-317 | Tábor                | JC               |
| CZ-327 | Tachov               | PL               |
| CZ-426 | Teplice              | US               |
| CZ-525 | Trutnov              | KR               |
| CZ-614 | Třebíč               | VY               |
| CZ-722 | Uherské Hradiště     | ZL               |
| CZ-427 | Ústí nad Labem       | US               |
| CZ-534 | Ústí nad Orlicí      | PA               |
| CZ-723 | Vsetín               | ZL               |
| CZ-626 | Vyškov               | JM               |
| CZ-724 | Zlín                 | ZL               |
| CZ-627 | Znojmo               | JM               |
| CZ-615 | Žďár nad Sázavou     | VY               |